# Konrad IV. von Frontenhausen
Konrad IV. von Frontenhausen und Teisbach, auch Konrad von Lechsgemünd (* um 1170; † 8./9. April 1226 in Regensburg) war von 1204 bis 1226 Bischof von Regensburg und ab 1205 Kanzler des Königs Philipp von Schwaben.
Er war in zweifacher Hinsicht bedeutsam: Als Politiker war er einer der Hauptakteure im Kampf um die Regensburger Stadtherrschaft am Ende des 12. und in der ersten Hälfte des 13. Jahrhunderts. Als Seelsorger war er einer der wichtigsten Förderer des Spitalwesens in der Geschichte Regensburgs.
Konrad war der einzige Sohn des Grafenpaars Heinrich II. und Adelheid von Frontenhausen, Teisbach und Megling, deren Hauptgüter an der mittleren Vils in Niederbayern lagen. Die geistliche Laufbahn einschlagend, wurde Konrad ab 1194 Kanoniker in Passau, Dompropst in Freising und Domherr in Regensburg, bevor er im April 1204, als Nachfolger Konrad III. von Laichling, zum Regensburger Oberhirten gewählt wurde.
Als erstes betrieb Bischof Konrad IV. die Beilegung des Konflikts mit dem bayerischen Herzog Ludwig dem Kelheimer (1183–1231), der um das Erbe der 1196 ausgestorbenen Landgrafen von Stefling am Regen als Regensburger Burggrafen entstanden war. Eine 1203 darüber ausgebrochene Fehde wurde 1205 durch einen Friedensvertrag beendet, der die künftigen Einflussbereiche abgrenzte. Herzog Ludwig erhielt die Burggrafschaft allein, alle anderen Zuständigkeiten in Regensburg wurden zwischen Herzog und Bischof aufgeteilt, so dass die Stadt nunmehr zwei Herren hatte. Durch die Bestätigung dieser Doppelspitze durch das sog. „Philippinum“ des deutschen Königs Philipp von Schwaben vom 9. März 1207, fühlten sich beide Gegenspieler gestärkt. Bischof Konrad hatte jedoch als Kanzler des Königs (ab 1205) eine unangenehme Doppelfunktion: als Wahrer der königlichen und seiner eigenen Stellung in Regensburg.
Die ungebrochene Position Herzog Ludwigs bewies die Abhaltung eines Landtags für Bayern im Jahr 1209 in Regensburg. Weitere Maßnahmen des Herzogs waren 1210 die Ansiedlung des Deutschen Ordens in der alten Burggrafenpfalz am Ägidienplatz, die Förderung eines Rathausbaus durch die Bürger und der Ausbau seines eigenen Herzogshofs am Alten Kornmarkt, vielleicht auch die Errichtung der Ulrichskirche am Dom als herzogliche Hofkirche.
Demgegenüber widmete sich Bischof Konrad IV. in diesen Jahren der Sozialpolitik – ob als Mensch des Mittelalters auf sein Seelenheil bedacht oder um die Regensburger Bürgerschaft auf seine Seite zu ziehen. Jedenfalls betrieb er zusammen mit den Bürgern um 1212/14 die Verlegung des zu kleinen Johannesspitals am Dom und des Brückenhospitals nach Stadtamhof und stiftete aus seinem eigenen Vermögen 1220/21 die große Summe von 7000 Pfund Pfennig dazu. Im Jahr 1217 bestätigte er die Besitzungen des nunmehrigen Katharinenspitals und erließ 1226 die bis heute gültige Spitalssatzung. Bis zu seiner Zerstörung im Jahr 1809 zeigte daher eine lebensgroße Statue am Mittelpfeiler des Spitalportals Bischof Konrad IV. als Stifter.
Auf dem Regensburger Hoftag des neuen deutschen Königs Friedrich II. im Februar 1213 gewann Bischof Konrad mit der Erneuerung des Vertrags über die geteilte Stadtherrschaft zwischen Herzog und Bischof wieder an Boden. Höhepunkt der bischöflichen Macht in Regensburg war aber das Jahr 1219, in dem König Friedrich II. Bischof Konrad die unumschränkte Stadtherrschaft bestätigte.
Auf spirituellem Gebiet ebnete Konrad IV. 1226 mit der Überlassung der Salvatorkapelle am heutigen Dachauplatz an franziskanische Minoriten der Ansiedlung des ersten Bettelordens in der Stadt den Weg.
Bischof Konrad IV. von Regensburg starb am 8. April 1226 und wurde in der Katharinenkapelle des romanischen Doms beigesetzt.